# Alain Gandy
Pour les articles homonymes, voir Gandy.
Alain Gandy, né le 1er juin 1947 à Bourgoin-Jallieu, est un comédien français. Avant son premier contrat professionnel, il interprète Andonis Doriadis, Molière, Emmanuel Roblès, Wolfgang Borchert, Marcel Aymé, et suit en parallèle une formation à Lyon chez Suzette Guillaud.

## Théâtre
- 1976 : La novia, Bruno Boëglin, mise en scène Bruno Boëglin, TNP Villeurbanne, Festival d'Automne Paris
- 1977 : La Grande Imprécation devant les murs de la ville, Tankred Dorst, mise en scène Gilles Chavassieux, Théâtre Les Ateliers Lyon
- 1979 : Les amants puérils, Fernand Crommelynk, mise en scène Gilles Chavassieux, Théâtre Les Ateliers Lyon
- 1979 : La fille de Rappaccini, Octavio Paz, mise en scène Alain Sergent, Salle Gérard Philipe Villeurbanne
- 1980 : Le Mariage de Figaro, Beaumarchais, mise en scène Jacques Weber, Théâtre du 8e Lyon
- 1981 : Isabella Mora, André Pieyre de Mandiargues, mise en scène Alain Sergent, TJA/CDN Lyon
- 1981 : Iphigénie, Racine, mise en scène Claude-Pierre Chavanon, Théâtre des Huit-Saveurs Lyon
- 1981 : Les Trois Mousquetaires, Alexandre Dumas, mise en scène Louis Beyler, Festival de Vizille
- 1982 : Mandrin, adaptation Alain Gandy, Vahé Zekian, mise en scène Vahé Zekian, Festival de Bourgoin-Jallieu
- 1983 : Le Diable et le capitaine, Dominique Voisin, mise en scène Louis Beyler, Festival de Vizille
- 1983 : Le Capitaine Fracasse, d'après Théophile Gautier, mise en scène Vahé Zekian, Festival de Bourgoin-Jallieu
- 1983 : Central Park, d'après E.H.Rhodes, mise en scène Maurice Yendt et Michel Dieuaide, TJA/CDN Lyon
- 1983 : Kikerikiste, Paul Maar, mise en scène Maurice Yendt et Michel Dieuaide, TJA/CDN Lyon
- 1984 : Jacquard ou la chanson de la soie, Dominique Voisin, mise en scène Philippe Clément, Théâtre de la Croix-Rousse Lyon
- 1984 : Un étrange après-midi, Andonis Doriadis, mise en scène Vahé Zekian, Bourgoin-Jallieu
- 1984 : La poule d'eau, Stanislas Witkiewicz, mise en scène Alain Sergent, TJA/CDN Lyon
- 1985 : Bourgoin 1793, Dominique Voisin, mise en scène Vahé Zekian, Festival de Bourgoin-Jallieu
- 1985 : Si…Napoléon, Claude Vermorel, mise en scène Claude Vermorel, Théâtre de la Croix-Rousse Lyon
- 1986 : Les saisons du singe, Maurice Yendt, mise en scène Maurice Yendt et Michel Dieuaide TJA/CDN Lyon
- 1986 : La Mégère apprivoisée, d'après Jacques Audiberti, mise en scène Alain Sergent, Festival Bourgoin-Jallieu
- 1987 : Les deux bossus, Richard Demarcy, mise en scène Maurice Yendt et Michel Dieuaide, TJA/CDN Lyon
- 1987 : Fin de partie, Samuel Beckett, mise en scène Alain Sergent, Festival de Bourgoin-Jallieu
- 1987 : Pierre Edgard et le loup, Gert Hofmann, mise en scène Maurice Yendt et Michel Dieuaide, TJA/CDN Lyon
- 1988 : Ultima violenza, Giuseppe Fava, mise en scène Pascal Papini, Festival d'Avignon off
- 1989 : Les tambours de Valmy, Maurice Yendt, mise en scène Maurice Yendt et Michel Dieuaide, TJA/CDN Lyon
- 1990 : Histoire d'un arbre, Ingegerd Monthan, mise en scène Maurice Yendt et Michel Dieuaide, TJA/CDN Lyon
- 1991 : Le Roi Ubu, Alfred Jarry, mise en scène Maurice Yendt et Michel Dieuaide, TJA/CDN Lyon
- 1991 : Comme il veut, Serge Valetti, mise en scène Pascal Papini, Festival de Vaison-la-Romaine
- 1992 : Candide, Voltaire, adaptation et mise en scène Maurice Yendt, TJA/CDN Lyon
- 1993 : Les lions de sable, Maurice Yendt, mise en scène Michel Dieuaide, TJA/CDN Lyon
- 1994 : Le Pupille veut être tuteur, Peter Handke, mise en scène Maurice Yendt TJA/CDN Lyon
- 1995 : Partition, Jean-Yves Picq, mise en scène Frédéric Esparel, Théâtre de la Presle Romans
- 1996 : Pinocchio, d'après Collodi, adaptation et mise en scène Maurice Yendt, TJA/CDN Lyon
- 1997 : Le suicidé, Nicolaï Erdman, mise en scène Danielle Jarlier, Maison du Peuple Pierre-Bénite
- 1998 : Moi, Feuerbach, Tankred Dorst, mise en scène Alain Sergent, Théâtre de L'Élysée Lyon
- 1998 : Salades niçoises à la pension Mimosa, Lucien Vargoz, mise en scène Lucien Vargoz, Théâtre Saint-Martin Vienne
- 1998 : Encore une danse… rien qu'une…, Lucien Vargoz, mise en scène Lucien Vargoz, Théâtre Saint-Martin Vienne
- 1999 : Ulysse aux mille ruses, d'après Homère, mise en scène Lucien Vargoz, Théâtre Saint-Martin Vienne
- 1999 : La révolte des cosaques, d'après Alexandre Pouchkine, mise en scène Lucien Vargoz, Théâtre Saint-Martin Vienne
- 2000 : L'Ouest, le vrai, Sam Shepard, mise en scène Alain Sergent, Salle Paul Garcin Lyon
- 2000 : Des tulipes pour un ange déchu, Lucien Vargoz, mise en scène Lucien Vargoz, Espace 44 Lyon
- 2000 : Lettre à un hérisson, Jacques Roubaud, mise en scène Maurice Yendt, TJA/CDN Lyon
- 2001 : Les fabliaux du Moyen Âge, Lucien Vargoz, mise en scène Lucien Vargoz, Théâtre Saint-Martin Vienne
- 2001 : Le dernier spectacle de la saison, Lucien Vargoz, mise en scène Lucien Vargoz, Théâtre Saint-Martin Vienne
- 2001 : Des boulettes dans la fondue, Lucien Vargoz, mise en scène Lucien Vargoz, Théâtre Saint-Martin Vienne
- 2002 : American Buffalo, David Mamet, mise en scène Vincent Puysségur, Salle Paul Garcin Lyon
- 2002 : impossible Romero est dans l'axe, Lucien Vargoz, mise en scène Lucien Vargoz, Théâtre Saint-Martin Vienne
- 2003 : La Fille aux oiseaux, Bruno Castan, mise en scène Maurice Yendt, TJA/CDN Lyon
- 2003 : Le Rôdeur, Enzo Cormann, mise en scène Vincent Puysségur, Chapelle Saint-Jean de Dieu Lyon
- 2004 : Ce qui couve derrière la montagne, Maurice Yendt, mise en scène Maurice Yendt, TJA/CDN Lyon
- 2004 : La révolte des pêcheurs de Santa Barbara, Anna Seghers, mise en scène Serge Brozille, Théâtre de la Presle Romans[1]
- 2004 : Un contrat, Tonino Benacquista, mise en scène Vincent Puysségur, Théâtre des Marronniers Lyon
- 2005 : Les trois petits vieux qui ne voulaient pas mourir, Suzanne van Lohuizen, mise en scène Michel Dieuaide, TJA/CDN Lyon[2]
- 2005 : Zoo Story, Edward Albee, mise en scène Vincent Puysségur, Espace 44 Lyon
- 2005 : Petit boulot pour vieux clown, Matei Vișniec, mise en scène Christiane Gatt-Brozille, Serge Brozille, Théâtre de la Presle Romans
- 2007 : La preuve du contraire, Olivier Chiacchiari, mise en scène Christiane Gatt-Brozille, Théâtre de la Presle Romans[3]
- 2008 : Riverside Drive, Woody Allen, mise en scène Vincent Puysségur, Théâtre des Marronniers à Lyon[4],[5]
- 2012 : Une demande en mariage, Anton Tchekhov, mise en scène Maurice Yendt, Théâtre du Temple à Saillans, reprise en avril 2012[6]
- 2012 : Novecento pianiste, Alessandro Baricco, mise en scène Alain Gandy, Théâtre du Temple à Saillans[7]

## Filmographie

### Télévision
- 1978 : Le Temps d'une République - épisode :  Le bord de la mer (série télévisée), réalisation Michel Wyn (A2)
- 1985 : À nous les beaux dimanches, réalisation Robert Mazoyer (France 3)
- 1991 : Le Roi Mystère, d'après l’œuvre de Gaston Leroux, réalisation Paul Planchon (A2)
- 1992 : Puissance 4 (série télévisée) - épisode Vieux gamins, réalisation Paul Planchon (France 3)
- 1995 : Police des polices, réalisation Michel Boisrond (France 3)
- 1995 : Le Refuge (série télévisée), une série télévisée d'Alain Schwarstein  (France 3)
- 1997 : Les lauriers sont coupés, réalisation Michel Sibra (France 3)
- 2001 : Louis la Brocante- épisode Louis et la mémoire de la vigne, réalisation Michel Favart (France 3)
- 2001 : Des nouvelles des enfants de Daniel Janneau
- 2003 : L'Affaire Martial, réalisation Jean-Pierre Igoux (France 3)
- 2007 : Louis la Brocante- épisode Louis et les gueules noires, réalisation Patrick Marty (France 3)

### Cinéma

#### Longs métrages
- 1986 : Zone rouge, réalisation Robert Enrico
- 1996 : L'Élève d'Olivier Schatzky d'après Henry James

#### Courts métrages
- Americano, réalisation Claude-Pierre Chavanon
- Mille trois cent vingt deux, réalisation Claude-Pierre Chavanon
- Pelloche, réalisation Claude-Pierre Chavanon
- Roc Canada, réalisation Mirage Vidéo
- Les Enfants des terrasses, réalisation Michel Fessler (FR3)